# Hie-li
Hie-li fou kan dels turcs orientals del 619 (o 620), en què va succeir a Che-pi, fins al 630 en què fou enderrocat.
El 624 va fer una expedició contra la capital de la dinastia Tang, Txangngan; el príncep i gran general Tang, Li Che Min, va atacar als turcs a Pi-Txeu, al King-ho, i els va aconseguir intimidar, i els turcs es van retirar sense lluitar; a la nit en mig d'una gran pluja, els va atacar per sorpresa. Hie-li va demanar la pau per evitar l'extermini i es va poder retirar a Mongòlia amb els seus. El 626 Li Che Min va arribar al tron de la Xina amb el nom de T'ai-tsong. Aquest mateix any Hie-li va tornar a atacar Txangngan amb 100000 homes (23 de setembre del 626). Hie-li va reclamar tribut a T'ai-tsong però aquest (que no disposava de gaires soldats) li va retreure el trencament de la treva i finalment es va fer la pau. T'ai-tsong no va trigar a moure's i va incitar la revolta de les tribus dels tolös o töläch (uigurs) del Tarbagatai (627), i els sir tarduch de Kobdo (628). El 628 un cap turc de nom T'ou-li (T'ou-li II) es va aixecar amb suport xinès. El 630 un exèrcit Tang, dirigit pel general Li Tsing i par Li Che-tsi, va entrar al kanat, va sorprendre el campament de Hie-li, i van dispersar a les hordes. Hie-li fou fet presoner i el seu kanat annexionat a la Xina.